# Палајо Фалиро
Палајо Фалиро (грч. Παλαιό Φάληρο Palaio Faliro) насеље је у Грчкој и једно од великих предграђа главног града Атине. Палајо Фалиро припада округу Јужна Атина у оквиру периферије Атика.
Палајо Фалиро је најближа приморска општина граду Атини, која је због тога чувена по плажи, марини и другим погодностима везаним за море и обалу.

## Положај
Палајо Фалиро се налази јужно од управних граница града Атине. Удаљеност између средишта ова два насеља је свега 10 км.

## Становништво
Кретање броја становника у општини по пописима:
| 1981.  | 1991.  | 2001.  | 2011.  |
| ------ | ------ | ------ | ------ |
| 52.273 | 61.371 | 64.759 | 64.021 |